# Finský fotbalový pohár
Finský fotbalový pohár (finsky Suomen Cup) je pohárová vyřazovací soutěž ve finském fotbalu, která se pořádá od roku 1955. 
Aktuálním vítězem ze sezóny 2023 je Ilves.

## Přehled finále
Pozn.: vítěz je uveden tučně

Zdroj:
- 1955 Haka Valkeakoski 5-1 HPS Helsinki
- 1956 Pallo-Pojat Helsinki 2-1 TKT Tampere
- 1957 Drott Jakobstad 2-1 (prodl.) KPT Kuopio
- 1958 KTP Kotka 4-1 KIF Helsinki
- 1959 Haka Valkeakoski 2-1 HIFK Helsinki
- 1960 Haka Valkeakoski 3-1 (prodl.) RU-38 Pori
- 1961 KTP Kotka 5-2 PPojat Helsinki
- 1962 HPS Helsinki 5-0 RoPS Rovaniemi
- 1963 Haka Valkeakoski 1-0 Reipas Lahti
- 1964 Reipas Lahti 1-0 LaPa Lappeenranta
- 1965 ÅIFK Turku 1-0 TPS
- 1966 HJK Helsinki 6-1 KTP Kotka
- 1967 KTP Kotka 2-0 Reipas Lahti
- 1968 KuPS Kuopio 2-1 KTP Kotka
- 1969 Haka Valkeakoski 2-0 Honka Espoo
- 1970 MP Mikkeli 4-1 (prodl.) Reipas Lahti
- 1971 MP Mikkeli 4-1 Sport Vaasa
- 1972 Reipas Lahti 2-0 VPS Vaasa
- 1973 Reipas Lahti 1-0 SePS Seinäjoki
- 1974 Reipas Lahti 1-0 OTP Oulu
- 1976 Reipas Lahti 6-2 (prodl.) HJK Helsinki
- 1977 Reipas Lahti 2-0 Ilves Tampere
- 1977 Haka Valkeakoski 3-1 SePS Seinäjoki
- 1978 Reipas Lahti 3-1 1-1 KPT Kuopio
- 1979 Ilves Tampere 2-0 TPS
- 1980 KTP Kotka 3-2 Haka Valkeakoski
- 1981 HJK Helsinki  4-0 Kuusysi Lahti
- 1982 Haka Valkeakoski 3-2 KPV
- 1983 Kuusysi Lahti 2-0 Haka Valkeakoski
- 1984 HJK Helsinki  2-1 Kuusysi Lahti
- 1985 Haka Valkeakoski 2-2 (prodl., 2-1 pen.) HJK Helsinki
- 1986 RoPS Rovaniemi 2-0 KePS Kemi
- 1987 Kuusysi Lahti 5-4 OTP Oulu
- 1988 Haka Valkeakoski 1-0 OTP Oulu
- 1989 KuPS Kuopio 3-2 Haka Valkeakoski
- 1990 Ilves Tampere 2-1 HJK Helsinki
- 1991 TPS 0-0 (prodl., 5-3 pen.) Kuusysi Lahti
- 1992 MyPa Anjalankoski 2-0 Jaro Jakobstad
- 1993 HJK Helsinki  2-0 RoPS Rovaniemi
- 1994 TPS 2-1 HJK Helsinki
- 1995 MyPa Anjalankoski 1-0 Jazz Pori
- 1996 HJK Helsinki 0-0 (prodl., 4-3 pen.) TPS
- 1997 Haka Valkeakoski 2-1 (prodl.) TPS
- 1998 HJK Helsinki 3-2 PK-35 Helsinki
- 1999 Jokerit Helsinki 2-1 Jaro Jakobstad
- 2000 HJK Helsinki 1-0 KTP Kotka
- 2001 Atlantis Helsinki 1-0 United Tampere
- 2002 Haka Valkeakoski 4-1 FC Lahti
- 2003 HJK Helsinki 2-1 (prodl.) Allianssi Vantaa
- 2004 MyPa Anjalankoski 2-1 FC Hämeenlinna
- 2005 Haka Valkeakoski 4-1 TPS
- 2006 HJK Helsinki 1-0 KPV
- 2007 Tampere United 3-3 (prodl., 3-1 pen.) FC Honka
- 2008 HJK Helsinki 2-1 (prodl.) FC Honka
- 2009 FC Inter Turku 2-1 Tampere United
- 2010  TPS Turku 2-0 HJK Helsinki
- 2011 HJK Helsinki 2-1 (prodl.) KuPS Kuopio
- 2012 FC Honka 1-0 KuPS Kuopio
- 2013 RoPS Rovaniemi 2-1 KuPS Kuopio
- 2014 HJK Helsinki 0-0 (prodl., 5-3 pen.) FC Inter Turku
- 2015 IFK Mariehamn 2-1 FC Inter Turku[2]
- 2016  SJK Seinäjoki 1-1 (prodl., 7-6 pen.) HJK Helsinki
- 2017  HJK Helsinki 1-0 SJK Seinäjoki
- 2018  HJK Helsinki 1-0 FC Inter Turku
- 2019  Ilves 2-0 IFK Mariehamn
- 2020  HJK Helsinki 2-0 FC Inter Turku
- 2021  Kuopion Palloseura 0-0 (prodl., 5-4 pen.) HJK Helsinki
- 2022  Kuopion Palloseura 1-0 FC Inter Turku
- 2023  Ilves 2-1 FC Honka
- 2024 KuPs 2:1 (pp.) Inter Turku